# Aristolochia davilae
Aristolochia davilae är en piprankeväxtart som beskrevs av I. Calzada J., G. Flores F. & O. Tellez. Aristolochia davilae ingår i släktet piprankor, och familjen piprankeväxter. Inga underarter finns listade i Catalogue of Life.